# George Rautins
George Rautins (Toronto, 1953) è un ex cestista canadese.
È il fratello di Leo Rautins e lo zio di Andy Rautins.

## Carriera
È stato selezionato dai Buffalo Braves al nono giro del Draft NBA 1975 (158ª scelta assoluta).
Con il Canada ha disputato i Campionati mondiali del 1974.